# Chiese della Magnifica Comunità degli Altipiani cimbri
Questa voce include tutte le chiese cristiane situate entro i confini della Magnifica Comunità degli Altipiani cimbri, nella provincia autonoma di Trento. 
Gli edifici sono elencati in liste suddivise per comune; includono venticinque chiese consacrate (sebbene non tutte officiate regolarmente), a cui si aggiungono una decina circa di cappelle e alcuni edifici sconsacrati, scomparsi o altrimenti non più attivi. Gli edifici di culto consacrati appartengono tutti alla confessione cattolica e fanno parte dell'arcidiocesi di Trento.

## Comune di Folgaria
| Esterno                        | Interno | Nome                                                                    | Periodo storico                                   | Ubicazione                                                                 | Informazioni |
| ------------------------------ | ------- | ----------------------------------------------------------------------- | ------------------------------------------------- | -------------------------------------------------------------------------- | --- |
|                                |         | Chiesa di Sant'Antonio di Padova                                        | XX secolo                                         | Guardia 45°54′30.11″N 11°08′00.65″E                                        | Costruita nel 1906-08. |
|                                |         | Chiesa di Santa Cristina                                                | Fondata XVII secolo, edificio odierno XIX secolo  | Serrada, piazza Santa Cristina 45°53′29.43″N 11°09′16.41″E                 | Parrocchiale. Costruita nel 1664-70 per sostituire un'antica cappella presente sul monte Finonchio; venne ampliata nel 1708, e poi interamente ricostruita nel 1840. |
|                                |         | Chiesa di San Francesco d'Assisi                                        | XIX secolo                                        | Carbonare, piazza 28 Aprile 45°56′03.9″N 11°13′36.5″E                      | Parrocchiale. Costruita nel 1897-99. |
|                                |         | Chiesa di San Giovanni Nepomuceno                                       | Fondata XVIII secolo, edificio odierno XIX secolo | Folgaria, via Ponte San Giovanni 45°55′03.71″N 11°10′00.32″E               | Una prima cappella venne eretta nel 1741, al posto di un'edicola votiva posteriore al 1729 che, l'anno precedente, era stata distrutta da una piena di un vicino torrente. La struttura venne distrutta, e quindi ricostruita, altre tre volte sempre a causa dello stesso motivo: nel 1794, nel 1840 e nel 1882. |
|                                |         | Chiesa di San Giuseppe                                                  | Fondata XVII secolo, edificio odierno XIX secolo  | Mezzomonte di Sopra 45°54′59.21″N 11°08′20.65″E                            | Parrocchiale. Una prima cappella venne fatta costruire nel 1697 dalla famiglia Schönsberg. Nel 1807-09 venne eretta la chiesa attuale, di fronte alla precedente, che venne quindi demolita. |
|                                |         | Chiesa di San Lorenzo                                                   | Citata XIII secolo, edificio odierno XVII secolo  | Folgaria, piazza San Lorenzo, 52 45°54′59.4″N 11°10′09.08″E                | Parrocchiale. Citata nel 1222, venne quasi totalmente ricostruita nel 1621-31, conservando solo il campanile e il presbiterio, che venne riconvertito in cappella laterale. La torre campanaria venne rialzata nel 1680, mentre nel 1774 venne ampliato il nuovo presbiterio. Nel 1856 venne aggiunta la cappella laterale dedicata a san Rocco, come ex voto perché la comunità venne risparmiata dall'epidemia di colera dell'anno precedente (poi reintitolata all'Addolorata nuovamente come ex voto, dopo la seconda guerra mondiale). |
|                                |         | Santuario della Madonna delle Grazie                                    | Fondata XVI secolo, edificio odierno XIX secolo   | Colpi, via Madonna delle Grazie 45°54′48.93″N 11°11′17.93″E                | Una prima cappella venne edificata nel 1588 dall'eremita Pietro Daldosso, a cui sarebbe stato ordinato direttamente dalla Madonna; il flusso di pellegrini portò ad un ampliamento della struttura nel 1637, della quale la cappella originaria divenne il presbiterio. Nel 1662 venne eretto il campanile, mentre nel 1700 venne ulteriormente ingrandita la navata; l'intera struttura venne ancora ampliata nel 1885, demolendo la parte più antica dell'edificio. L'intitolazione di santuario venne concessa nel 1954 da papa Pio XII. |
|                                |         | Chiesa della Madonna della Neve                                         | XX secolo                                         | Fondo Grande 45°53′34.39″N 11°11′21.48″E                                   | Costruita nel 1961-62, su un terreno donato dall'ente sciovie Fondo Grande–Sommo Alto ai cappuccini di Trento. |
|                                |         | Chiesa della Madonna di Pompei                                          | XX secolo                                         | Virti 45°56′45.1″N 11°14′21.4″E                                            | Costruita dagli abitanti del paese nel 1909. |
|                                |         | Chiesa della Madonna Pellegrina                                         | XX secolo                                         | Passo Sommo 45°55′11.38″N 11°12′24.92″E                                    | Costruita, nell'immediato secondo dopoguerra, come ex voto per la preservazione dell'altopiano dai danni del conflitto. |
|                                |         | Chiesetta del Sacro Cuore                                               | XXI secolo                                        | Passo Coe 45°52′36.19″N 11°12′33.88″E                                      | Inaugurata nel 2011, è dedicata ai caduti sul passo. |
|                                |         | Chiesa di San Sebastiano                                                | XX secolo                                         | San Sebastiano 45°55′29.84″N 11°12′48.85″E                                 | Parrocchiale. Costruita nel 1899-1903 per sostituire la precedente chiesa omonima, divenuta troppo piccola. Venne danneggiata da un colpo d'artiglieria nel 1915, e riparata entro il 1921. |
|                                |         | Chiesa di San Valentino, o di San Valentino e San Biagio                | Citata XV secolo                                  | Carpeneda 45°54′42″N 11°09′15.5″E                                          | Citata nel 1490, venne ampliata nel 1568 e poi ancora nel 1733. |
|                                |         | Chiesa di San Vigilio                                                   | XX secolo                                         | Monte Cornetto, presso il Rifugio Paradiso 45°55′56.64″N 11°10′27.19″E     | Costruita nel 1965. |
|                                |         | Chiesa della Visitazione di Maria                                       | Fondata XVI secolo, edificio odierno XVIII secolo | Nosellari, via Pablo Neruda 45°55′43.27″N 11°15′00.42″E                    | Parrocchiale. Una prima, piccola, cappella, venne costruita tra il XVI e il XVII secolo al posto di un'edicola votiva edificata nel 1534; nel 1615 la cappellina venne ingrandita, che fu poi in gran parte ricostruita e ampliata nel 1708-13. La chiesa era in pessime condizioni a fine Ottocento, quindi venne restaurata e ulteriormente ampliata nel 1895. |
| Cappelle                       |         |                                                                         |                                                   |                                                                            | |
|                                |         | Cappella della Madonna di Caravaggio, o della Madonna di Lourdes        | XIX secolo                                        | Carbonare, via Antonio Canova/località Girardi 45°55′58.99″N 11°13′33.23″E | Costruita nel 1880 |
|                                |         | Cappella della Madonna del Rosario                                      | XX secolo                                         | Folgaria, via Damiano Chiesa 45°55′05.86″N 11°09′46.22″E                   | Costruita nel 1906 come ex voto, per volontà di tal Demetrio Ciech. |
|                                |         | Cappella della Sacra Famiglia e di San Rocco                            | XIX secolo                                        | Prà di Sopra 45°56′02.03″N 11°14′52.14″E                                   | Una prima cappella, dedicata alla sola Sacra Famiglia, venne costruita nel 1853; dopo l'epidemia di colera del 1855 venne cointitolata a san Rocco. La struttura venne demolita e rifatta nella sede attuale per permettere l'allargamento della strada. |
|                                |         | Cappella di San Vigilio                                                 | XVIII secolo                                      | Buse 45°55′58.89″N 11°14′07.47″E                                           | Costruita nel 1754 e ampliata nel 1856. |
|                                |         |                                                                         |                                                   | Folgaria 45°54′56.12″N 11°10′08.11″E                                       | Cappella cimiteriale. |
| Chiese sconsacrate o scomparse |         |                                                                         |                                                   |                                                                            | |
|                                |         | Cappella della Madonna dei Sette Dolori e dei Santi Antonio e Valentino | XVIII secolo                                      | Guardia                                                                    | Costruita verso il 1746; ampliata nel 1780 e reintitolata al solo sant'Antonio, venne sconsacrata e convertita in abitazione privata nel 1909-10. |
|                                |         | Chiesa (o cappella) di Santa Cristina                                   | Citata XIV secolo                                 | Monte Finonchio                                                            | Documentata dal 1389; sostituita dalla nuova chiesa nel centro di Serrada, questa struttura venne demolita e rimpiazzata con una croce commemorativa nel 1708. |
|                                |         | Chiesa di San Fermo                                                     | XVII secolo                                       | San Fermo, località Telder                                                 | Chiesa del villaggio lastarollo di San Fermo, edificata a Seicento inoltrato; l'intero villaggio venne raso al suolo nel 1752, in seguito alla Sentenza Roboretana, nell'ambito delle rivalità territoriali tra le comunità di Folgaria e Lastebasse. |
|                                |         | Chiesa di San Sebastiano                                                | XVI secolo                                        | San Sebastiano 45°55′29.08″N 11°12′34.42″E                                 | Una cappella dedicata ai santi Fabiano e Sebastiano è documentata sin dal XVI secolo, e venne reintitolata al solo san Sebastiano nel 1877. Considerata piccola e caduta in cattive condizioni, venne sostituita dalla nuova parrocchiale nel 1903, sconsacrata nel 1907 e trasformata in scuola materna nel 1909. Venne quasi totalmente distrutta dai colpi d'artiglieria durante la prima guerra mondiale, quindi venne totalmente demolita ad eccezione del campanile, che sorge ancora isolato.                                        |

## Comune di Lavarone
| Esterno  | Interno | Nome                                | Periodo storico                                  | Ubicazione                                             | Informazioni |
| -------- | ------- | ----------------------------------- | ------------------------------------------------ | ------------------------------------------------------ | --- |
|          |         | Chiesa del Cenacolo                 | Fondata XIX secolo, divenuta chiesa XX secolo    | Bertoldi 45°57′01.32″N 11°15′45.33″E                   | Lo stabile, risalente probabilmente alla fine del XIX secolo e nato come caseificio turnario, venne riadattato in chiesa nel 1972-73 per contenere l'afflusso estivo dei turisti, per i quali la chiesa dell'Esaltazione della Croce risultava insufficiente.                                                          |
|          |         | Chiesa dell'Esaltazione della Croce | XIX secolo                                       | Bertoldi 45°57′04.47″N 11°15′43.56″E                   | Costruita nel 1887 e ampliata già nel 1898. Durante la prima guerra mondiale subì gravi danni, incluso l'abbattimento quasi totale del campanile, che vennero riparati entro il 1920. |
|          |         | Chiesa di San Floriano              | Fondata XIII secolo, edificio odierno XVI secolo | Chiesa, piazza Italia 45°56′28.7″N 11°15′03.99″E       | Parrocchiale. Citata per la prima volta nel 1278, nel 1520 venne costruita una nuova chiesa, riconvertendo la prima struttura in cappella laterale; seguì un ampliamento nel 1837. |
|          |         | Chiesa di San Giovanni Battista     | XX secolo                                        | Masetti 45°56′02.1″N 11°18′33.24″E                     | Costruita nel 1921. |
|          |         | Chiesa della Madonna della Salette  | XIX secolo                                       | Piccoli 45°55′28.23″N 11°15′52.7″E                     | Costruita nel 1857 sopra un enorme masso che, rotolato a valle durante una frana, aveva travolto e distrutto una preesistente edicola votiva; nel 1875 venne aggiunta la sagrestia, e nel 1910 il campanile, eretto davanti alla facciata.                                                                             |
|          |         | Chiesa della Madonna Pellegrina     | XIX secolo                                       | Slaghenaufi 45°57′14.94″N 11°16′07.09″E                | Una prima, piccola cappella sorse nel 1899; venne ampliata nelle forme attuali nel 1959-60. |
|          |         | Chiesa di Santa Maria Assunta       | Fondata XVIII secolo, edificio odierno XX secolo | Cappella, piazza Milano 45°56′10.26″N 11°16′27.39″E    | Una prima chiesetta sorse nel 1756-69, ma ne venne completato solo il presbiterio (la navata, la cui costruzione era solo cominciata, venne abbattuta); l'edificio venne portato a termine solo nel 1830-40. L'intera struttura venne comunque demolita e ricostruita nel 1943-47, risparmiando soltanto il campanile. |
|          |         | Chiesa di San Rocco                 | Fondata XIX secolo, edificio odierno XX secolo   | Gionghi 45°56′27.09″N 11°16′17.85″E                    | Costruita nel 1878, e poi totalmente riedificata nel 1908. |
|          |         | Chiesa di San Rocco                 | XIX secolo                                       | Magré 45°56′34.97″N 11°16′48.48″E                      | Costruita come ex voto per l'epidemia di colera del 1855. |
| Cappelle |         |                                     |                                                  |                                                        | |
|          |         | Cappella di Sant'Antonio di Padova  | Documentata XX secolo                            | Oseli 45°55′32.92″N 11°16′57.36″E                      | Esistente nel 1933 (data riportata sulla facciata). |
|          |         | Cappella della Madonna              | XIX secolo                                       | Lanzino 45°56′50.68″N 11°15′01.6″E                     | Costruita nel 1874 come ex voto, perché la frazione venne sostanzialmente risparmiata dall'epidemia di colera del 1855. |
|          |         | Cappella di San Marco               | XIX secolo                                       | Masi di Sotto 45°55′42.03″N 11°16′31.41″E              | Edificata nel 1867. |
|          |         | Cappella di San Rocco               | XIX secolo                                       | Cappella, località Gasperi 45°56′21.76″N 11°16′28.44″E | Eretta nel 1865 (come riportato sulla facciata). |
|          |         | Cappella del Sacro Cuore di Gesù    | XX secolo                                        | Cappella, località Longhi 45°56′10.15″N 11°16′35.36″E  | Costruita nel 1909 (come riportato sulla facciata). |
|          |         |                                     | XX secolo                                        | Slaghenaufi 45°57′22.92″N 11°16′09.9″E                 | Cappella del cimitero militare austroungarico; una prima struttura sorse già all'inizio della prima guerra mondiale, mentre quella odierni è del 1954. |

## Comune di Luserna
| Esterno          | Interno | Nome                             | Periodo storico | Ubicazione                                     | Informazioni |
| ---------------- | ------- | -------------------------------- | --------------- | ---------------------------------------------- | --- |
|                  |         | Chiesa di Sant'Antonio di Padova | XX secolo       | Luserna, via Trento 45°55′19.04″N 11°19′21.1″E | Parrocchiale. Edificata nel 1920-22, e dotata di campanile entro il 1929. |
| Chiese scomparse |         |                                  |                 |                                                | |
|                  |         | Chiesa di Sant'Antonio di Padova | XVIII secolo    | Luserna                                        | Costruita nel 1711 e situata nella piazza del paese, era originariamente dedicata a santa Giustina; l'intitolazione a sant'Antonio di Padova è documentata dal 1772. Questa chiesa venne distrutta dai bombardamenti durante la prima guerra mondiale. |